# Карлос Тевес
Карлос Алберто Мартинес Тѐвес (на испански: Carlos Alberto Martinez Tévez) е бивш аржентински футболист и национал, нападател. Талантлив и динамичен футболист, придобил голяма популярност сред феновете. Звездата му изгрява, докато е в Бока Хуниорс, по-късно преминава в Коринтианс. Известен е като Карлитос сред близкото си обкръжение. Има 62 мача и 13 гола за Аржентина.

## Кариера и личен живот
Роден е на 5 февруари 1984 г. в Сиудадела, провинция Буенос Айрес в семейството на Раймундо и Адриана. Израства в скромния квартал Ехерсито де Лос Андес, известен като Фуерте Апаче. По-голям брат е на Диего, Мигел, Рикардо и Дебора.
Играе първо за местните Естрелас дел Уно, Санта Клара и Вила Реал, след което отива в Ол Бойс. Влиза в младежките формации на Бока Хуниорс, когато е на 13 – 14 години, и за 3 години вкарва 72 гола.
Дебютира в аржентинското първенство с представителния отбор на 21 октомври 2001 г. срещу Талерес де Кордоба. С Бока печели аржентинското първенство през 2003 г., Копа Либертадорес '03, Междуконтиненталната купа '03 и Копа Судамерикана '04.
Тевес е ключова фигура за мъжкия национален отбор на Аржентина на летните олимпийски игри през 2004 г. Тогава той отбелязва 8 гола в 6 мача и става голмайстор на състезанието, а Аржентина печели златен медал. Участва и на Копа Америка '04. Дебютира за националния отбор на 30 март 2004 г. срещу Еквадор. Играе в турнира за Купата на конфедерациите през 2005 г.
Избран е за футболист на годината за 2003 и 2004 г. от гилдията на аржентинските футболни журналисти, както и за спортист на годината за 2004 г. Латин Американ Фокс Спортс го обявява за най-значим латиноамерикански футболист през 2003 г. През 2004 г. се оказва вторият най-резултатен голмайстор в света по брой отбелязани голове в срещи на национално равнище с 16 гола.
През декември 2004 г. е продаден на бразилския Коринтианс за рекордната сума от 16 милиона евро. Сключва 5-годишен контракт за около 8,5 милиона евро. Отначало феновете реагират отрицателно спрямо Тевес, но по-късно с негова помощ отборът печели първенството на Бразилия.
Тевес преминава в английския отбор Уест Хям, където играе до връхната точка в кариерата си, когато става факт трансферът му в гранда Манчестър Юнайтед. Дебютът му е през август 2007 г. срещу Портсмут. С отбора на Юнайтед Тевес добавя още две купи към своите отличия – тази на победител в Премиършип и най-престижната титла – Шампионската лига.
През 2009 година е привлечен в отбора на Манчестър Сити, срещу рекордните 47 милиона паунда. Сумата по-късно е отречена и от Сити и от неговия агент, MSI. През сезон 2009/10 от 33 мача, които е играл, вкарва 23 гола. А през следващия сезон става голмайстор на Висшата лига с 20 гола и 5 асистенции като разделя първото място с Димитър Бербатов бивш негов съотборник от Ман Юн. През сезон 2011/12 година става за втори път шампион на Англия, този път и с екипа на гражданите.
На 25.06.2013 Манчестър Сити постигат договорка с отбора на Ювентус на стойност 12 милиона паунда и договор, по силата на който Карлос Тевес ще получава 5,5 милиона на сезон плюс бонуси в зависимост от представянето му и постиженията на отбора. Още в първия си сезон, Тевес печели Серия А. През него, както и през следващия, за малко да стане и голмайстор на Серия А.
След това кариерата му продължава в Бока Хуниорс, където също става за пореден път шампион на Аржентина.
Успехът му го осигурява договор с Шанхай Шенхуа, Китай. През сезон 2017/18 г. изиграва 20 мача, вкара 4 гола, като получава по 650 хиляди паунда на седмица, превръщайки се в най-скъпо платения чужденец, играещ в китайското първенство.
След неособено силният сезон в китайското първенство Тевес се завръща в родния Бока Хуниорс.

## Отличия
- Носител на златен олимпийски медал: '04
- Шампион на Бразилия: '05
- Носител на Копа Судамерикана: '04
- Носител на Междуконтинентална купа: '03
- Носител на Копа Либертадорес: '03
- Шампион на Апертура: '03
- Шампион на Южноамериканското първенство за младежи до 20 г.: '03

- Най-добър футболист на бразилското първенство за 2005 г. според Бразилската футболна конфедерация
- Най-добър футболист на бразилското първенство за 2005 г. според бразилското сп. „Плакар“
- Най-важен спортист за 2004 г., заедно с баскетболиста Ману Хинобили, според в-к „Кларин“
- Голмайстор на олимпийските игри през 2004 г.
- Най-добър южноамерикански футболист за 2003, 2004 и 2005 г. според уругвайския в-к „Ел Пайс“
- Играч на сезона в Серия А 2013/14

Манчестър Юнайтед
- Висша лига – 2008
- Шампионска лига – 2008

Манчестър Сити
- ФА Къп (2011)
- Голмайстор на Висша лига
- Висша лига (2012)

Ювентус
- Серия А – 2014, 2015
- Купа на Италия – 2015
- Суперкупа на Италия – 2013

## Статистика

### Клубна
Статистика към 5 януари 2014 г..
| Клуб              | Сезон     | Първенство | Първенство | Купа   | Купа   | Лига   | Лига   | Континентални | Континентални | Други  | Други  | Общо   | Общо   |
| Клуб              | Сезон     | Мачове     | Голове     | Мачове | Голове | Мачове | Голове | Мачове        | Голове        | Мачове | Голове | Мачове | Голове |
| ----------------- | --------- | ---------- | ---------- | ------ | ------ | ------ | ------ | ------------- | ------------- | ------ | ------ | ------ | ------ |
| Бока Хуниорс      | 2001 – 02 | 11         | 1          | –      | –      | –      | –      | 4             | 1             | –      | –      | 15     | 2      |
| Бока Хуниорс      | 2002 – 03 | 32         | 11         | –      | –      | –      | –      | 9             | 5             | –      | –      | 41     | 16     |
| Бока Хуниорс      | 2003 – 04 | 23         | 12         | –      | –      | –      | –      | 14            | 3             | 2      | 1      | 39     | 16     |
| Бока Хуниорс      | 2004 – 05 | 9          | 2          | –      | –      | –      | –      | 6             | 2             | –      | –      | 9      | 4      |
| Бока Хуниорс      | Total     | 75         | 26         | –      | –      | –      | –      | 33            | 11            | 2      | 1      | 110    | 38     |
| Коринтианс        | 2005      | 29         | 20         | 6      | 4      | –      | –      | 4             | 0             | 13     | 7      | 52     | 31     |
| Коринтианс        | 2006      | 9          | 5          | 0      | 0      | –      | –      | 8             | 4             | 7      | 6      | 24     | 15     |
| Коринтианс        | Total     | 38         | 25         | 6      | 4      | –      | –      | 12            | 4             | 20     | 13     | 76     | 46     |
| Уест Хам Юнайтед  | 2006 – 07 | 26         | 7          | 1      | 0      | 0      | 0      | 2             | 0             | 0      | 0      | 29     | 7      |
| Уест Хам Юнайтед  | Total     | 26         | 7          | 1      | 0      | 0      | 0      | 2             | 0             | 0      | 0      | 29     | 7      |
| Манчестър Юнайтед | 2007 – 08 | 34         | 14         | 2      | 1      | 0      | 0      | 12            | 4             | 0      | 0      | 48     | 19     |
| Манчестър Юнайтед | 2008 – 09 | 29         | 5          | 3      | 2      | 6      | 6      | 9             | 2             | 4      | 0      | 51     | 15     |
| Манчестър Юнайтед | Общо      | 63         | 19         | 5      | 3      | 6      | 6      | 21            | 6             | 4      | 0      | 99     | 34     |
| Манчестър Сити    | 2009 – 10 | 35         | 23         | 1      | 0      | 6      | 6      | –             | –             | 0      | 0      | 42     | 29     |
| Манчестър Сити    | 2010 – 11 | 31         | 20         | 5      | 3      | 0      | 0      | 6             | 0             | 0      | 0      | 42     | 23     |
| Манчестър Сити    | 2011 – 12 | 13         | 4          | 0      | 0      | 1      | 0      | 1             | 0             | 0      | 0      | 15     | 4      |
| Манчестър Сити    | 2012 – 13 | 28         | 11         | 5      | 5      | 1      | 0      | 5             | 0             | 1      | 1      | 39     | 17     |
| Манчестър Сити    | Общо      | 107        | 58         | 11     | 8      | 8      | 6      | 12            | 0             | 1      | 1      | 138    | 73     |
| Ювентус           | 2013 – 14 | 24         | 13         | 0      | 0      | 0      | 0      | 6             | 0             | 1      | 1      | 30     | 14     |
| Общо              | Общо      | 333        | 148        | 23     | 15     | 14     | 12     | 80            | 21            | 28     | 16     | 477    | 212    |